# Hermann Sieveking (Physiker)

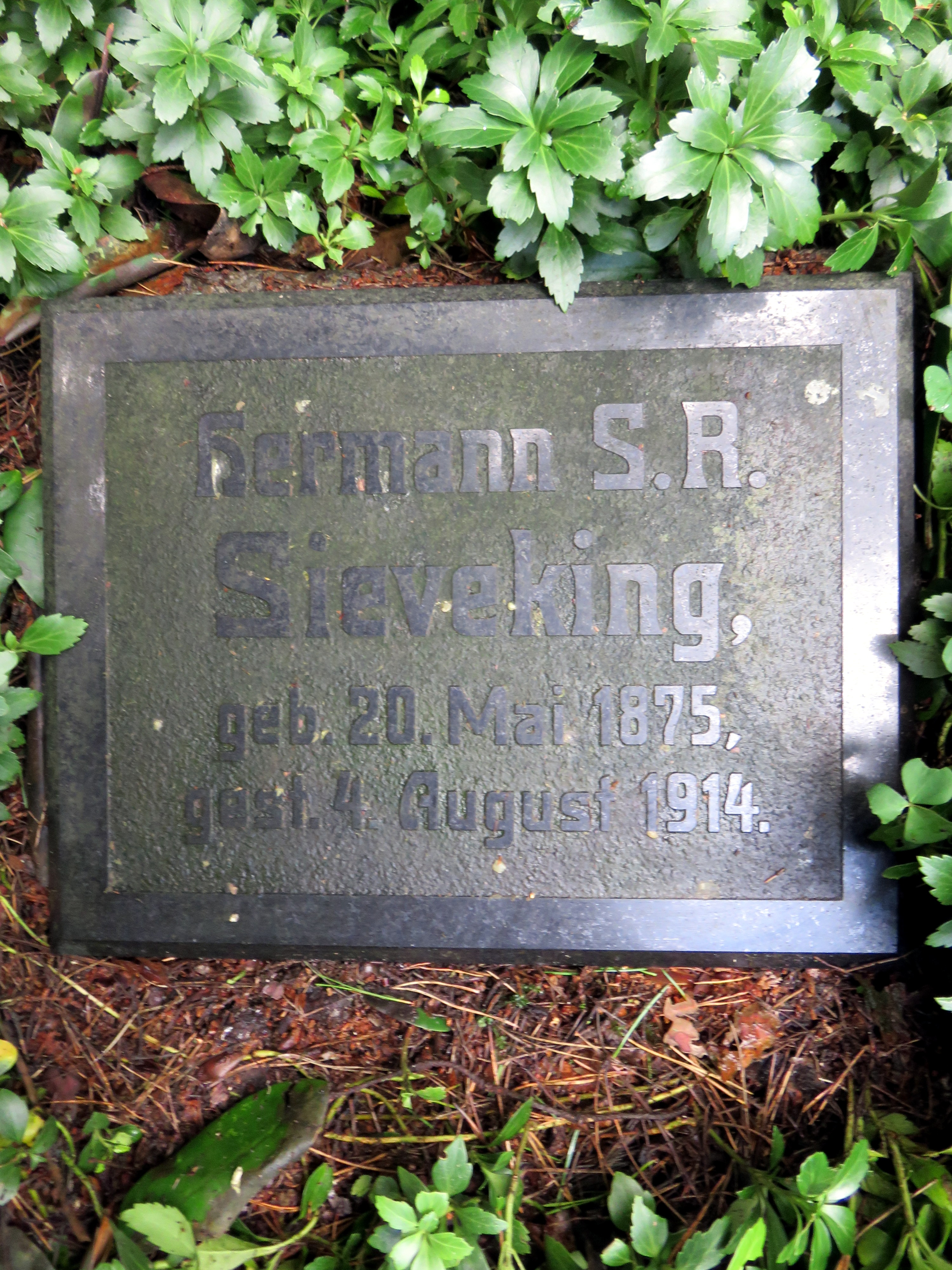
Hermann S. R. Sieveking Familiengrab auf dem Friedhof Ohlsdorf

Hermann Samuel Reimarus Sieveking (* 20. Mai 1875 in Hamburg; † 4. August 1914 in Karlsruhe) war ein deutscher Physiker und Hochschullehrer für Theoretische Physik an der Technischen Hochschule Karlsruhe.

## Leben
Der Spross der Hamburger Hanseatenfamilie Sieveking und Enkel des Bürgermeisters Friedrich Sieveking besuchte die Gelehrtenschule des Johanneums. Nach dem Abitur im Herbst 1893 studierte er Naturwissenschaften an der Albert-Ludwigs-Universität Freiburg, der Ludwig-Maximilians-Universität München und der Kaiser-Wilhelms-Universität Straßburg. Zwischenzeitlich diente er als Einjährig-Freiwilliger in der Preußischen Armee, vermutlich im 4. Lothringischen Infanterie-Regiment Nr. 136. 1895 wurde er Corpsschleifenträger der Palatia Straßburg. 1899 wurde er in Freiburg zum Dr. phil. promoviert.
Am 1. Dezember desselben Jahres wurde er zweiter, am 1. April 1902 erster wissenschaftlicher Assistent am Physikalischen Institut der Technischen Hochschule Karlsruhe. Am 1. April 1908 habilitierte er sich für Theoretische Physik. Als Privatdozent entlastete er seinen Chef Otto Lehmann in akademischen Lehrverpflichtungen. Besondere Verdienste erwarb er sich um die Erforschung der Radioaktivität von Thermalquellen. Mit Carl Engler entwickelte er das Fontaktoskop. Im Wintersemester 1913 erhielt er als Professor den Lehrauftrag für Luftschifffahrt und Flugtechnik. Er war Vorsitzender des Karlsruher Luftfahrtvereins. Er betrieb die Ballonfahrt und gründete die Akademische Flugschule in Karlsruhe. Mit 39 Jahren erlag er seiner Herzschwäche.

## Schriften
- Anleitung zu den Übungen im Physikalischen Institut der Technischen Hochschule zu Karlsruhe. W. Jahraus, 1903.
- mit Christian Jensen: Anwendungen des Mikrophonprinzips. Lucas Gräfe & Sillem, 1906.
- mit Christian Jensen und Paul Perlewitz: Anwendungen des Mikrophonprinzips. Registrierballonaufstiege in Hamburg vom April 1905 bis März 1906, mit 5 Tafeln und 1 Abbildung im Text. Lucas Gräfe & Sillem, 1906.
- Einführung in das physikalische Praktikum. Gutsch Verlag, 1912.
- Sichtbarmachung der Moleküle nach Laue und Wilson. Franckh-Kosmos, Stuttgart 1913.
- Moderne Probleme der Physik. (Vorträge) Vieweg Verlag, 1914.